# استان مگدالنای سفلی
استان مگدالنای سفلی (به اسپانیایی: Provincia del Bajo Magdalena) یک منطقهٔ مسکونی در کلمبیا است که در بخش کوندینامارکا واقع شده‌است.